# Nan Grey
Nan Grey, nata Eschal Loleet Grey Miller (Houston, 25 luglio 1918 – San Diego, 25 luglio 1993), è stata un'attrice statunitense.

## Biografia
Nan Grey giunse a Hollywood nel 1934 per trascorrervi una vacanza in compagnia della madre. La carriera come attrice iniziò casualmente, quando alcuni amici la convinsero a partecipare a un provino per The Firebird (1934), che fu il primo film della sua carriera.
La prima apparizione degna di nota fu in Sea Spoilers (1936), con John Wayne, seguito nello stesso anno dalla pellicola horror La figlia di Dracula. La carriera cinematografica della Grey fu limitata principalmente all'ambito dei B Movie fino al 1941, anno del suo ultimo film, per proseguire in opere alla radio e in teatro fino al 1950.
Dopo aver avuto due figlie (Pam e Jan), Nan Grey divorziò dal suo primo marito, il fantino Jackie Westrope, per risposarsi nel giugno del 1950 con il cantante italoamericano Frankie Laine, il quale adottò le due figlie. Dopo il secondo matrimonio, la Grey si ritirò dalle scene, salvo una sporadica apparizione in un episodio del telefilm Gli uomini della prateria, e rimase legata a Laine per 43 anni, fino alla morte per un attacco cardiaco, avvenuta il 25 luglio 1993 a San Diego.
A metà degli anni sessanta, Nan Grey inventò e commercializzò uno speciale specchio per donne miopi, che vide tra le utilizzatrici anche la principessa di Monaco, Grace Kelly.

## Filmografia

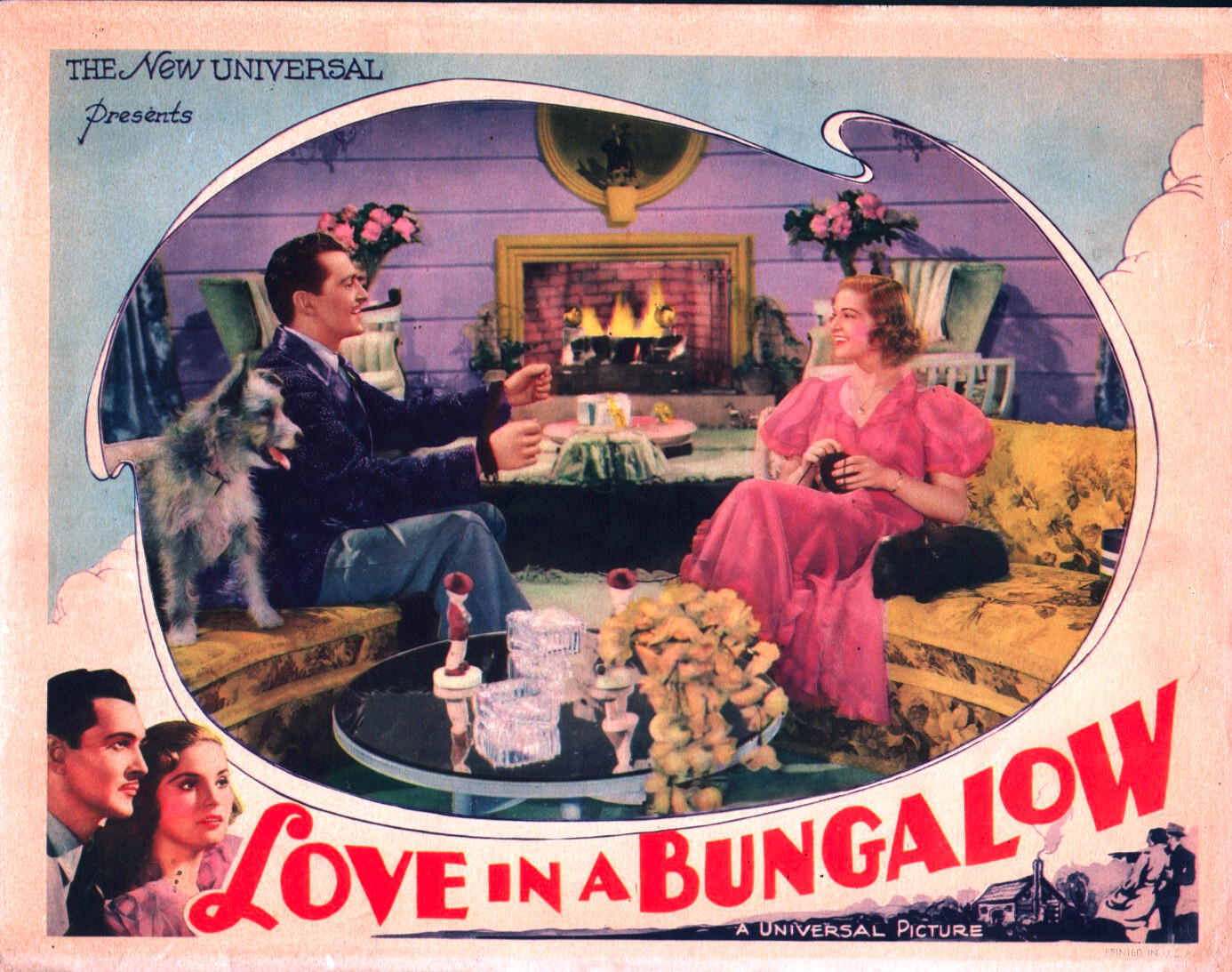
Poster del film Love in a Bungalow, con Nan Grey e Kent Taylor

### Cinema
- The Saint Louis Kid, regia di Ray Enright (1934) (scene cancellate)
- The Firebird, regia di William Dieterle (1934)
- Babbitt, regia di William Keighley (1934)
- The Woman in Red, regia di Robert Florey (1935)
- Mary Jane's Pa, regia di William Keighley (1935)
- Gli amori di Susanna (The Affair of Susan), regia di Kurt Neumann (1935)
- His Night Out, regia di William Nigh (1935)
- Lotta di spie (The Great Impersonation), regia di Alan Crosland (1935)
- L'ebbrezza dell'oro (Sutter's Gold), regia di James Cruze (1936)
- La bisbetica innamorata (Love Before Breakfast), regia di Walter Lang (1936)
- La figlia di Dracula (Dracula's Daughter), regia di Lambert Hillyer (1936)
- Nobody's Fool, regia di Arthur Greville Collins e Irving Cummings (1936)
- Il passo della morte (Crash Donovan), regia di William Nigh (1936)
- Sea Spoilers, regia di Frank R. Strayer (1936)
- Tre ragazze in gamba (Three Smart Girls), regia di Henry Koster (1936)
- Let Them Live, regia di Harold Young (1937)
- The Man in Blue, regia di Milton Carruth (1937)
- Love in a Bungalow, regia di Ray McCarey (1937)
- Some Blondes Are Dangerous, regia di Milton Carruth (1937)
- Il segreto del giurato (The Jury's Secret), regia di Edward Sloman (1938)
- La bambola nera (The Black Doll), regia di Otis Garrett (1938)
- Reckless Living, regia di Frank McDonald (1938)
- Danger on the Air, regia di Otis Garrett (1938)
- Vogliamo l'amore (Girls' School), regia di John Brahm (1938)
- La radio nella tempesta (The Storm), regia di Harold Young (1938)
- Le tre ragazze in gamba crescono (Three Smart Girls Grow Up), regia di Henry Koster (1939)
- Ex campione (Ex-Champ), regia di Phil Rosen (1939)
- The Under-Pup, regia di Richard Wallace (1939)
- L'usurpatore (Tower of London), regia di Rowland V. Lee (1939)
- Il ritorno dell'uomo invisibile (The Invisible Man Returns), regia di Joe May (1940)
- La casa dei sette camini (The House of the Seven Gables), regia di Joe May (1940)
- Sandy Is a Lady, regia di Charles Lamont (1940)
- You're Not So Tough, regia di Joe May (1940)
- Margie, regia di Otis Garrett e Paul Girard Smith (1940)
- A Little Bit of Heaven, regia di Andrew Marton (1940)
- Under Age, regia di Edward Dmytryk (1941)

### Televisione
- Gli uomini della prateria (Rawhide) – serie TV, episodio 3x06 (1960)

## Doppiatrici italiane
- Franca Dominici in Tre ragazze in gamba[2]